# 도라에몽 (등장인물)
도라에몽(일본어: ドラえもん)은 일본의 만화 및 텔레비전  애니메이션 도라에몽의 주인공이자, 22세기에서 온 고양이형 로봇이다.

## 도라에몽의 생김새
도라에몽은 22세기에서 온 고양이형 로봇으로 키가 다소 작고 통통한 고양이형 외관에 머리 부분에는 사람과 동일한 생각과 언어를 구사할 수 있는 마이크로컴퓨터가 내장되어 있다. 또한, 만화에서는 보이지 않지만 반중력 기능이 있어서 3mm 정도 공중에 떠 있을 수도 있다.

## 도라에몽의 정보
원래 도라에몽은 귀 장식이 있었으나 쥐로 추정되는 무언가가 자신의 귀를 갉아먹어 귀가 없어졌다. 그래서 도라에몽이 쥐를 싫어하고 무서워한다.
1980년 1월 2일, 낮잠을 자고 있는 도라에몽의 귀를 쥐로 추정되는 무언가가 갉아먹었다. 갉아먹힌 귀를 치료받은 도라에몽은 거울을 보고 자신의 귀가 없어진 사실을 알게 된다. 자신의 귀가 없어졌다는 사실을 알고 충격을 받아 3일 동안 울었던 탓에 몸이 파랗게 변했다는 것으로 나오거나, 파랗게 질려버렸다는 식으로 나오곤 했다. 
1995년 3월 4일 일본에서 개봉된 2112년 도라에몽의 탄생(2112年 ドラえもん誕生)에서는 진구의 중손자 장구(세와시/セワシ)가 도라에몽의 크리스마스 선물로 도라에몽 모양의 찰흙인형을 만들고 있었다. 도라에몽 찰흙인형의 귀 부분이 장구의 마음에 들지 않아 공작용 로봇 쥐에게 수선을 맡겼다. 하지만 수선을 맡길 때 찰흙으로 만든 것이라는 말을 빼먹고 그냥 도라에몽의 귀를 고쳐달라는 말만 해서 공작용 쥐 로봇이 말을 오해하여 진짜 도라에몽의 귀를 갉아먹었다. 깜짝 놀란 도라에몽은 병원으로 간다. 병원에서 치료를 받는 도중 도라에몽이 파리 때문에 재채기를 해서 의사 로봇이 실수해서 도라에몽의 귀를 복원할 수 없는 수준으로 만들어 버린다. 그래서 도라에몽은 귀가 없어졌고 이를 본 도라에몽의 여자친구 노라먀코(ノラミャー子)는 배를 잡고 웃는다. 도라에몽은 기분을 나아지게 하기 위해 기분이 슬퍼지는 약(눈물 줄줄)을 기분이 좋아지는 약(기운 펄펄)으로 착각하여 먹는다. 그 약을 먹은 후 슬퍼진 도라에몽은 3일 동안 밤낮으로 울게 된다. 이로 인해 울면서 몸이 떨려 몸에 칠해져 있는 노란색 페인트칠이 벗겨져 파란색으로 변했으며, 목소리는 3일 동안 울어 쉬어 걸걸해진다.

## 기타
너구리라고 불리는 것을 매우 싫어한다.